# کوالیشن
کوالیشن (به انگلیسی: The Coalition) یک توسعه‌دهنده بازی‌های ویدئویی کانادایی و یکی از زیرمجموعه‌های اکس‌باکس گیم استودیوز در ونکوور می‌باشد.
این استودیو بیشتر برای توسعه مجموعه بازی چرخ‌دنده‌های جنگ بعد از خریداری شدن بازی توسط مایکروسافت از اپیک گیمز معروف می‌باشد.

## بازی‌ها
| سال  | بازی                          | پلتفرم(ها)                                               |
| ---- | ----------------------------- | -------------------------------------------------------- |
| ۲۰۱۱ | نجات خاطرات                   | پلتفرم فیس‌بوک                                            |
| ۲۰۱۲ | مایکروسافت فلایت              | مایکروسافت ویندوز                                        |
| ۲۰۱۵ | چرخ‌دنده‌های جنگ: نسخه تمام‌عیار | مایکروسافت ویندوز، اکس‌باکس وان                           |
| ۲۰۱۶ | چرخ‌دنده‌های جنگ ۴              | مایکروسافت ویندوز، اکس‌باکس وان                           |
| ۲۰۱۹ | چرخ‌دنده‌های ۵                  | مایکروسافت ویندوز، اکس‌باکس وان، اکس‌باکس سری اکس و سری اس |
| ۲۰۲۰ | تاکتیک‌های چرخ‌دنده‌ها           | مایکروسافت ویندوز، اکس‌باکس وان، اکس‌باکس سری اکس و سری اس |

### کنسل شده
- پروژه کلمبیا (۲۰۱۲)